# Acacia glauca
Acacia glauca é uma espécie de leguminosa do gênero Acacia, pertencente à família Fabaceae.